# Bengalia chromatella
Bengalia chromatella este o specie de muște din genul Bengalia, familia Calliphoridae, descrisă de Seguy în anul 1946. Conform Catalogue of Life specia Bengalia chromatella nu are subspecii cunoscute.